# بوليفار (لاعب كرة قدم)
بوليفار (بالبرتغالية: Fabian Guedes‏) (16 أغسطس 1980 في البرازيل - ) هو لاعب كرة قدم برازيلي في مركز الدفاع. لعب مع بوتافوغو ريغاتاس وجمعية بورتوغيزا الرياضية وغريميو بورتو أليغرينزي ونادي إنترناسيونال ونادي جوينفيل ونادي غواراني ونادي موناكو ونادي برازيل دي بيلوتاس وEsporte Clube Guarani ‏ ونادي نوفو هامبورغو.

## وصلات خارجية
- بوليفار على موقع الاتحاد الدولي (مؤرشف)  (الإنجليزية)
- بوليفار على موقع رابطة كرة القدم الفرنسية للمحترفين (الإنجليزية)
- بوليفار على موقع قاعدة بيانات كرة القدم.إي يو (الإنجليزية)
- بوليفار على موقع Soccerway.com (الإنجليزية)
- بوليفار على موقع عالم كرة القدم.نت (الإنجليزية)